# Loro Piana
Loro Piana é uma marca de alta-costura fundada  na cidade de Quarona em Itália no ano de 1924 pelo estilista Pietro Loro Piana. É considerada uma das mais caras marcas do mundo e é essencialmente conhecida pelos seus acabamentos de luxo.

## História

### Lojas
A Loro Piana tem atualmente 132 lojas a operar em 3 continentes, Europa, Ásia e América, cobrindo apenas a América do Norte.

### Holding
No ano de 2013 a holding francesa LVMH adquiriu 80% da marca italiana por 2 biliões de euros, tornando-se Antoine Arnault no chairman da Loro Piana.